# Bonapruncinia sanctaehelenae
Genre
Espèce
Bonapruncinia sanctaehelenae, unique représentant du genre Bonapruncinia, est une espèce d'araignées aranéomorphes de la famille des Thomisidae.

## Distribution
Cette espèce est endémique de l'île de Sainte-Hélène.

## Description
La carapace du juvénile holotype mesure 1,2 mm de long sur 1,2 mm et l'abdomen 1,9 mm de long sur 1,7 mm.
La femelle décrite par Sherwood et al. en 2024 mesure 4,86 mm.

## Systématique et taxinomie
Cette espèce a été décrite par Benoit en 1977.
Ce genre a été décrit par Benoit en 1977 dans les Thomisidae.

## Étymologie
Son nom d'espèce lui a été donné en référence au lieu de sa découverte, Sainte-Hélène.

## Publication originale
- Benoit, 1977 : « Fam. Thomisidae. La faune terrestre de l'île de Sainte-Hélène IV. » Annales du Musée Royal de l'Afrique Centrale, Tervuren, Belgique, Série in Octavo, Sciences Zoologiques, vol. 220, p. 82-87.